# برنار لابوردت
برنار لابوردت (فرانسوی: Bernard Labourdette‎؛ زادهٔ ۱۳ اوت ۱۹۴۶) دوچرخه‌سوار اهل فرانسه است.